# 若狹灣國定公園
若狹灣國定公園（日语：／ Wakasa Wan Kokutei Kōen），是位在日本福井縣、京都府的國定公園。
公園以福井縣敦賀市笙之川河口左岸至京都府舞鶴市由良川河口右岸的海岸線為中心。過去京都府京丹後市的丹後半島北部也在公園範圍，但由良川以西區域已在2007年成為丹後天橋立大江山國定公園的一部份。

## 沿革
- 1955年6月1日 - 被指定為若狹灣國定公園。
- 2007年8月3日 - 由良川以西的地域從指定區域削除，並和其他地域獨立成新設之丹後天橋立大江山國定公園。由良川以東之海岸後背地等指定區域擴張，冠島・沓島昇格成特別保護地區。

## 關連市町村
- 福井縣 - 敦賀市、小濱市、美濱町、若狹町、大飯町、高濱町
- 京都府 - 舞鶴市

## 主要景點

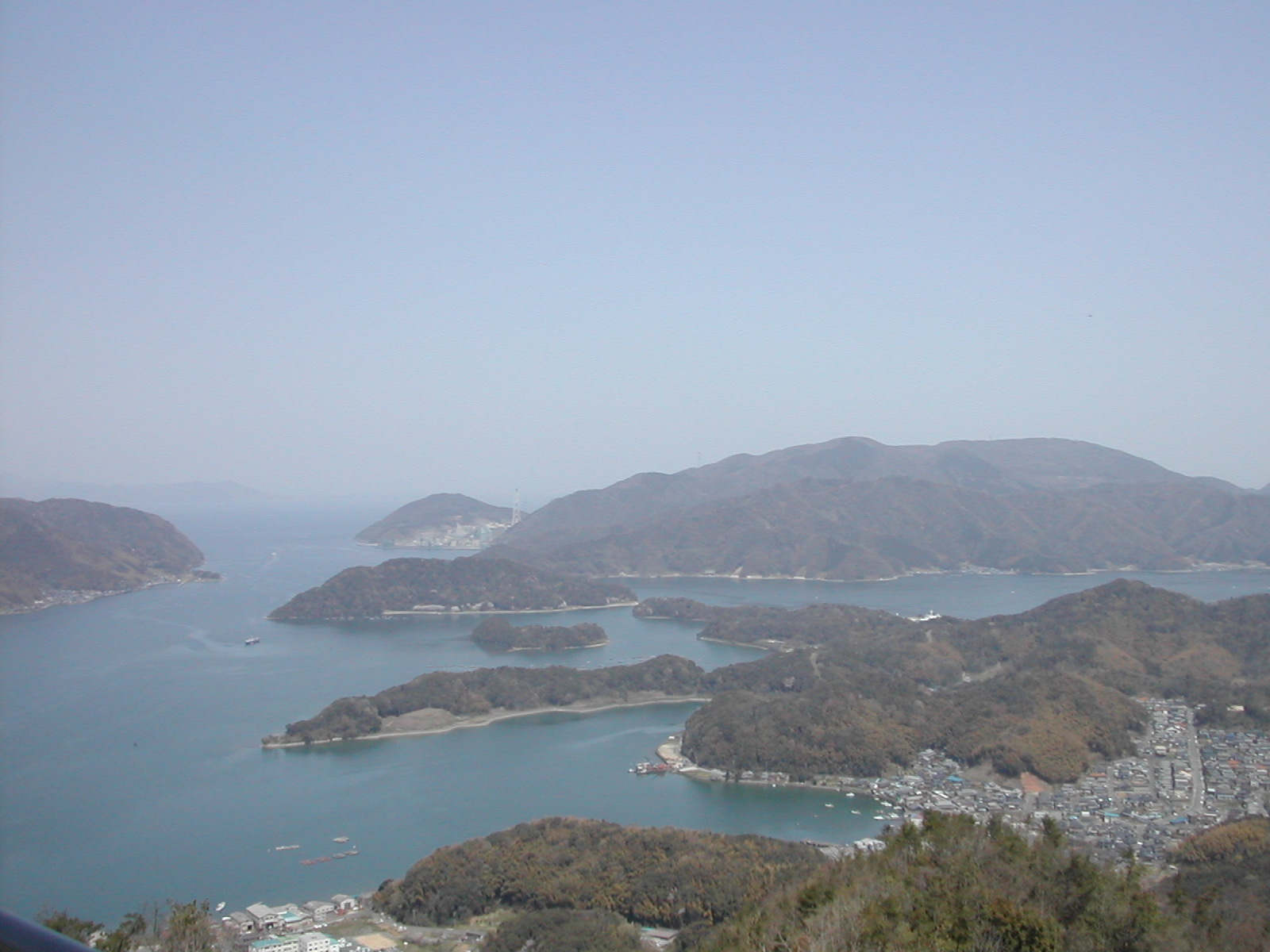
舞鶴灣的溺灣式海岸

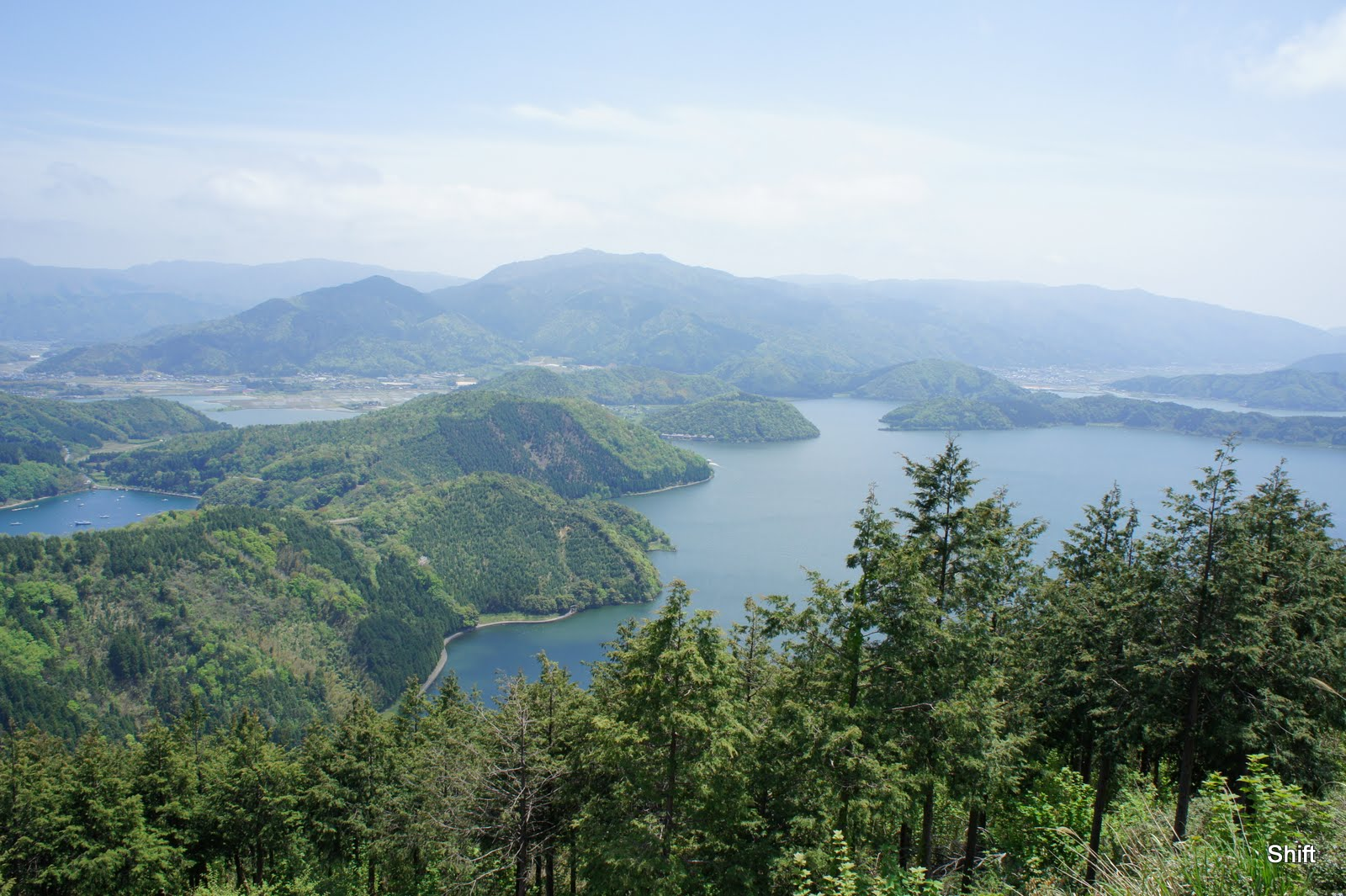
三方五湖

- 敦賀灣（日语：敦賀湾）
  - 氣比松原
  - 敦賀半島（日语：敦賀半島）
- 若狹灣
  - 世久見灣（日语：世久見湾）
  - 常神半島（日语：常神半島）
  - 田烏灣
  - 黑崎半島
  - 矢代灣（日语：矢代湾）
  - 內外海半島（日语：内外海半島）
  - 小濱灣（日语：小浜湾）
  - 大島半島（日语：大島半島）
  - 高濱灣
  - 內浦半島
    - 三方五湖
    - 蘇洞門（日语：蘇洞門）
    - 音海斷崖（日语：音海断崖）
- 舞鶴灣（日语：舞鶴湾）
  - 五老岳（日语：五老岳）

## 集團設施地區
| 地區名 | 面積   | 所在地                 | 使用人數（人） |
| ------ | ------ | ---------------------- | -------------- |
| 食見   | 19.2ha | 福井縣三方上中郡若狹町 | 133,000        |

## 關連項目
- 若狹灣

## 外部連結
- （日語）若狹灣國定公園 （页面存档备份，存于）